# Scyphidium longispinum
Scyphidium longispinum är en svampdjursart som beskrevs av Isao Ijima 1896. Scyphidium longispinum ingår i släktet Scyphidium och familjen Rossellidae.
Artens utbredningsområde är havet kring Japan. Inga underarter finns listade i Catalogue of Life.